# Tunnunik
Tunnunik – krater uderzeniowy na Wyspie Wiktorii, w Terytoriach Północno-Zachodnich w Kanadzie. Ma ok. 25 km średnicy, jest kolisty, silnie zerodowany. Jego wiek nie jest dobrze znany: powstał pomiędzy późnym dewonem a wczesną kredą. Został odkryty przez badaczy z Uniwersytetu Saskatchewan i Służby Geologicznej Kanady, którzy podejrzewali jego istnienie na podstawie badań geologicznych wykonanych w latach 60. i 70. XX wieku w ramach poszukiwań złóż w Arktyce. Początkowo krater nosił nazwę Prince Albert, od półwyspu Księcia Alberta, na którym się znajduje. Liczne stożki zderzeniowe znalezione w centralnej części krateru dowodzą jego meteorytowego pochodzenia.